# Модена Воллей
Модена Воллей (або Leo Shoes PerkinElmer Modena, чи Modena Volley) — італійський чоловічий волейбольний клуб з міста Модена.

## Назва
- 2000—2002 — Casa Modena Salumi[1][2]
- 2005—2008 — Cimone Modena[3][4][5]
- 2009—2010 — Trenkwalder Modena[6]
- 2010—2014 — Casa Modena[7]
- 2014—2015 — Parmareggio Modena[8]
- 2015—2016 — DHL Modena[9]
- 2017—2018 — Azimut Modena[10]
- 2018—2019 — Azimut Leo Shoes Modena[11]
- 2019—2021 — Leo Shoes Modena[12]
- У сучасній назві клубу — «Leo Shoes PerkinElmer Modena» — є, зокрема, назва одного зі спонсорів — американської корпорації «PerkinElmer».

## Історія

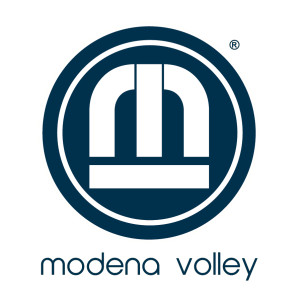
Логотип «Модена Воллей» (2013—2017)

У другому раунді (1/32) розіграшу Кубка виклику ЄКВ 2007—2008 «Модена» обмінялася перемогами 3:1 із харківським «Локомотивом», а «золотий» сет виграла 19:17. Пізніше італійський клуб здобув трофей.
У грудні 2011 клуб «Штрассен» (Люксембург) став автором гучної сенсації, перегравши в розіграші Кубка виклику ЄКВ у «золотому» сеті італійський «Каса» (Модена), у складі якої був, зокрема, українець Андрій Дячков).

## Поточний склад

### Гравці
Сезон 2024/2025 
| №  | Ім'я, прізвище      | Дата народження | Позиція               |
| -- | ------------------- | --------------- | --------------------- |
| 3  | Якопо Массарі       | 02.06.1998      | Догравальник          |
| 4  | Сил Мейс            | 13.03.2002      | Зв'язуючий            |
| 6  | Джон Сангвінетті    | 14.04.2000      | Центральний блокуючий |
| 7  | Драґан Станкович    | 18.10.1985      | Центральний блокуючий |
| 9  | Владислав Давискиба | 31.03.2001      | Догравальник          |
| 11 | Ріккардо Голліні    | 05.07.2000      | Ліберо                |
| 15 | Лючано Де Чекко     | 02.06.1988      | Зв'язуючий            |
| 17 | Сімоне Андзані      | 04.02.1992      | Центральний блокуючий |
| 19 | Пол Бучеггер        | 04.03.1996      | Діагональний          |
| 22 | Хосе Гутьєррес      | 27.10.2001      | Догравальник          |
| 24 | Ахмед Іхбайрі       | 01.11.1996      | Діагональний          |
| 77 | Філіппо Федерічі    | 26.13.2000      | Ліберо                |
| 90 | Томмазо Рінальді    | 11.09.2001      | Догравальник          |

## Досягнення

### Внутрішні турніри
Серія А:
- Чемпіон Італії (12): 1969/1970, 1971/1972, 1973/1974, 1975/1976, 1985/1986, 1986/1987, 1987/1988, 1988/1989, 1994/1995, 1996/1997, 2001/2002, 2015/2016.
- Срібний призер (9): 1970/1971, 1978/1979, 1980/1981, 1984/1985, 1989/1990, 1998/1999, 1990/2000, 2002/2003, 2014/2015.
- Бронзовий призер (9): 1972/1973, 1974/1975, 1976/1977, 1979/1980, 1981/1982, 1983/1984, 1993/1994, 1995/1996, 1997/1998, 2005/2006, 2017/2018.

Кубок Італії:
- Володар (12): 1978/1979, 1979/1980, 1984/1985, 1985/1986, 1987/1988, 1988/1989, 1993/1994, 1994/1995, 1996/1997, 1997/1998, 2014/2015, 2015/2016.
- Фіналіст (4): 1981/1982, 1983/1984, 1986/1987, 1989/1990.

Суперкубок Італії:
- Володар (4): 1997/1998, 2015/2016, 2016/2017, 2018/2019.
- Фіналіст (3): 1998/1999, 2002/2003, 2019/2020.

### Континентальні кубки
Ліга чемпіонів ЄКВ:
- Володар (4): 1989/1990, 1995/1996, 1996/1997, 1997/1998.
- Фіналіст (4): 1986/1987, 1987/1988, 1988/1989, 2002/2003.

Кубок виклику ЄКВ:
- Володар (5): 1982/1983, 1983/1984, 1984/1985, 2003/2004, 2007/2008.
- Фіналіст (2): 1999/2000, 2000/2001.

Кубок ЄКВ:
- Володар (4): 1979/1980, 1985/1986, 1994/1995, 2022/2023.
- Фіналіст (1): 2006/2007.

Суперкубок Європи:
- Володар (1): 1995/1996.
- Фіналіст (2): 1990/1991, 1997/1998.

## Колишні гравці
- Олександр Шадчин
- Андрій Дячков
- Меттью Андерсон
- Лоренцо Бернарді
- Максвелл Голт
- Андреа Ґардіні
- Андреа Джані
- /Денис Каліберда
- Лукас Кампа
- Майка Крістенсон
- Данієле Лавія
- / Семен Полтавський
- Лукас Сааткамп
- / Драган Травиця
- Ґундарс Целітанс
- Ален Шкет
- Бартош Беднож

## Тренери
- Франко Андерліні (1968-1975)
- Едвард Скорек (1975-1978)
- Джан Паоло Гвідетті (1978-1983)
- Андреа Нанніні (1983-1985)
- Хуліо Веласко (1985-1989)
- Владимир Янкович (1989-1990)
- Массімо Барболіні (1990-1992)
- Бернардо Резенде (1992-1993)[16]
- Даніеле Баньйолі (1993-1997)
- Франческо Далл'оліо (1997-1999)
- Франко Бертолі (1999-2000)
- Даніеле Баньйолі (2000-2001)
- Анджело Лоренцетті (2001-2004)
- Хуліо Веласко (2004-2006)
- Бруно Баньолі (2006-2007)
- Андреа Джані (2007-2008)
- Емануеле Дзаніні (2008-2009)
- Сільвано Пранді (2009-2011)[17]
- Даніеле Баньйолі (2011-2012)
- Анджело Лоренцетті (2012-2016)[18]
- Лоренцо Тубертіні (2016-2017)
- Роберто П'яцца (2016-2017)
- Радостін Стойчев (2017-2018)
- Хуліо Веласко (2018-2019)
- Андреа Джані (2019-2023)
- Франческо Петрелла (2023)
- Альберто Джуліані (2023-